# Aconitum chasmanthum
Aconitum chasmanthum är en ranunkelväxtart. Aconitum chasmanthum ingår i släktet stormhattar, och familjen ranunkelväxter.

## Underarter
Arten delas in i följande underarter:
- A. c. baltistanicum
- A. c. chasmanthum
- A. c. swatense
- A. c. bracteatum
- A. c. kashmeriense